# Paustenbach

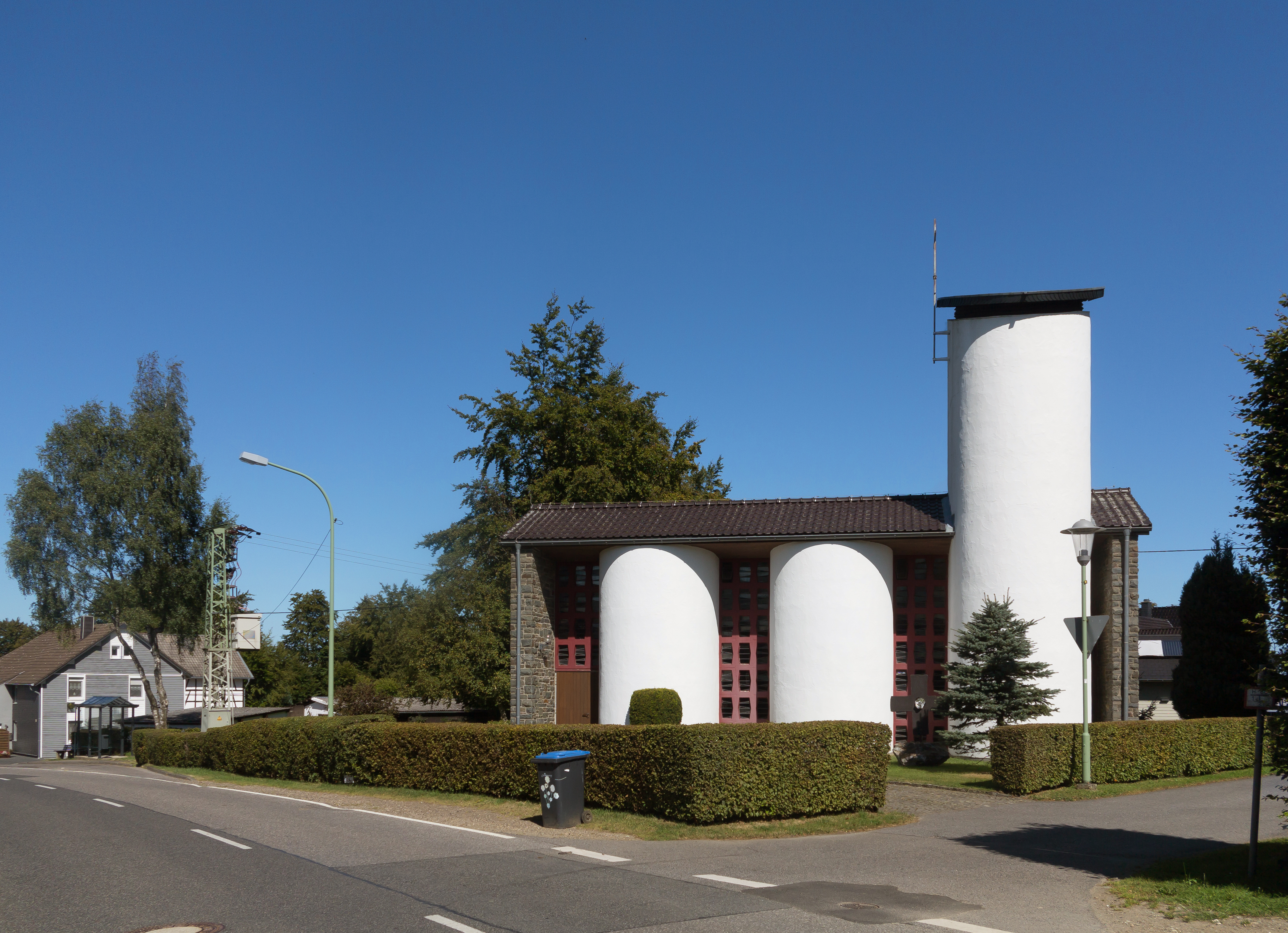
Die Paustenbacher Straße

Paustenbach ist ein kleiner, westlicher Gemeindeteil von Simmerath in der nordrhein-westfälischen Städteregion Aachen zwischen Simmerath-Mitte und dem Gemeindeteil Lammersdorf.

## Geographie
Nördlich von Paustenbach entspringt der gleichnamige Paustenbach, welcher östlich der Ortschaft in den Kallbach mündet.

## Geschichte
Um 1560 gehörte Paustenbach zur Simmerather Pfarrei. Ab 1816 gehört Paustenbach zum Kreis Monschau und seit dem 1. Januar 1972 aufgrund des Aachen-Gesetzes zur Gemeinde Simmerath im ehemaligen Kreis Aachen, der heutigen Städteregion Aachen.

## Kultur und Sehenswürdigkeiten
Regelmäßige Veranstaltungen
- Am zweiten Septemberwochenende findet die Paustenbacher Kirmes statt.
- Jährlich werden anlässlich des Martinszuges im November die Fenster der Häuser entlang der Hauptstraße und auch ein Teil der Nebenstraßen, mit bunten Bildern geschmückt – Kunstwerke in Bunt oder als Scherenschnitte.

Vereine
- Kapellenverein Paustenbach
- Theaterverein Paustenbach
- Geloog Paustenbach

## Wirtschaft und Infrastruktur

### Gewerbe
In dem kleinen Ort sind vier Unternehmen ansässig:
- Sägewerk für Bauholz
- Reitsportfachgeschäft
- Fliesenfachgeschäft
- Malerbetrieb

### Verkehr
Paustenbach liegt abseits größerer Verkehrswege. Die nächste Bundesstraße ist die B 399 und die nächste Anschlussstelle ist Aachen-Brand an der A 44.
Im Busverkehr wird der Ort mit den AVV-Linien 86, SB 63 und SB 86 bedient. Es bestehen direkte Verbindungen nach Simmerath, Aachen und Düren.
| Linie | Betreiber | Verlauf |
| ----- | --------- | --- |
| 86    | Rurtalbus | Vossenack – Raffelsbrand – Lammersdorf – Paustenbach – Bickerath – Simmerath Bushof |
| SB63  | ASEAG     | Schnellbus: Aachen Bushof – Elisenbrunnen – Misereor – Aachen Hbf – Marienhospital – Burtscheid – Oberforstbach Gewerbegebiet (– Rott) – Roetgen – Lammersdorf – (Paustenbach – Bickerath) / (Rollesbroich – Strauch Am Roßbach) – Simmerath |
| SB86  | Rurtalbus | Schnellbus: Düren Bf/ZOB – StadtCenter – Düren Kaiserplatz – Birgel Alte Post – Gey – Großhau – Kleinhau – Hürtgen – Vossenack – Raffelsbrand – Lammersdorf – Paustenbach – Bickerath – Simmerath                                            |